# Manuel Amoros
Manuel Amoros (* 1. Februar 1962 in Nîmes) ist ein ehemaliger französischer Fußballspieler und derzeitiger -trainer.

## Karriere
Der Verteidiger Amoros spielte auf der rechten wie auf der linken Abwehrseite. Er startete seine Profikarriere 1980 bei der AS Monaco und erspielte sich nach der Weltmeisterschaft 1982 einen Stammplatz in der französischen Nationalmannschaft unter Trainer Michel Hidalgo. Bei der WM 1982 war er der jüngste Spieler im Kader der Bleus in einer nachträglichen Internetwahl wurde er zum "besten jungen Spieler" dieses Turniers gewählt. Die Finalteilnahme hatte man im dramatischen Halbfinalspiel gegen Deutschland, die sog. Nacht von Sevilla, verpasst. Amoros hatte dabei großes Pech, weil er in der 90. Minute der regulären Spielzeit beim Stand von 1:1 die deutsche Querlatte traf. Sein erstes großes Turnier als Stammspieler war die Europameisterschaft 1984 im eigenen Land, die jedoch im Eröffnungsspiel gegen Dänemark traurig für Amoros begann, da er von dem deutschen Schiedsrichter Volker Roth aufgrund eines Kopfstoßes gegen den sitzenden Jesper Olsen vom Platz gestellt wurde. Er kam daraufhin erst als Einwechselspieler im Finale gegen Spanien wieder zum Einsatz und wurde Europameister.
Bei der Weltmeisterschaft 1986 in Mexiko kam die französische Nationalmannschaft mit Amoros wieder bis ins Halbfinale, wo sie wieder Deutschland mit 0:2 unterlag. Aufgrund des Turnierverlaufs war Frankreich als Favorit in diese Partie gegangen. Während Frankreich vier Jahre zuvor ins Spiel um den dritten Platz nur mit einer B-Elf gegangen war, spielte man dieses Mal mit mehr Engagement und wurde Dritter. Amoros schoss das 4:2 gegen Belgien zum Endstand. Nachdem Amoros mit Monaco zweimal französischer Meister und einmal Pokalsieger geworden war, wechselte er 1989 zum südfranzösischen Rivalen Olympique Marseille, wo er mit dem Deutschen Karlheinz Förster und dem Brasilianer Carlos Mozer eine starke Abwehrkette bildete. Mit dieser Mannschaft wurde er dreimal in Folge französischer Meister und gewann 1993 die UEFA Champions League. Mit der französischen Nationalmannschaft nahm er an der Fußball-Europameisterschaft 1992 in Schweden teil, schied jedoch in der Vorrunde aus. Die französische Mannschaft begann sich in diesem Jahr neu zu formieren, und Amoros gab nach 82 Spielen seinen Abschied aus der Nationalelf bekannt. 1993 wechselte er zu Olympique Lyon. Dort spielte er zwei Jahre, bevor er 1995 zu Olympique Marseille zurückkehrte. Im Jahre 1996 beendete er seine Karriere als aktiver Fußballspieler.
Manuel Amoros wurde 1986 als Frankreichs Fußballer des Jahres ausgezeichnet. Im Februar 1992 löste er mit seinem 77. Einsatz in der Équipe Tricolore Maxime Bossis als französischen Rekordnationalspieler ab. Erst im März 1999 übertraf Didier Deschamps diese Marke.
Mitte 2010 übernahm Amoros das Traineramt bei der komorischen Fußballnationalmannschaft, und war anschließend als Assistenztrainer in Kuwait tätig. Anfang 2012 wurde er Nationaltrainer des Benin. Am 15. März 2014 wurde er bei Benin und entlassen und durch seinen französischen Landsmann Didier Ollé-Nicolle ersetzt.

## Erfolge
- Vierter der Weltmeisterschaft: 1982
- Dritter der Weltmeisterschaft: 1986
- Europameister: 1984
- Französischer Meister: 1988, 1990, 1991, 1992
- Französischer Pokal: 1985
- UEFA Champions League: 1993